# ريد بانك
ريد بانك (بالإنجليزية: Red Bank, Tennessee)‏ هي مدينة تقع بولاية تينيسي في وسط شرق الولايات المتحدة. تبلغ مساحة هذه المدينة 16.7 (كم²)، وترتفع عن سطح البحر 220 م، بلغ عدد سكانها 11817 نسمة في عام 2010 حسب إحصاء مكتب تعداد الولايات المتحدة وتصل الكثافة السكانية فيها 744.4 نسمة/كم2.

## التركيبة السكانية
حدّد مكتب تعداد الولايات المتحدة بيانات التركيبة السكانية لريد بانك في تعداد الولايات المتحدة. في ما يلي، التركيبة السكانية حسب تعدادي 2000 و2010.

### تعداد عام 2000
بلغ عدد سكان ريد بانك 12,418 نسمة بحسب تعداد عام 2000، وبلغ عدد الأسر 5,897 أسرة وعدد العائلات 3,290 عائلة مقيمة في المدينة. في حين سجلت الكثافة السكانية 730.9 نسمة لكل كيلومتر مربع (1,893.0/ميل2). وبلغ عدد الوحدات السكنية 6,443 وحدة بمتوسط كثافة قدره 379.2 لكل كيلومتر مربع (982.1/ميل2).
وتوزع التركيب العرقي للمدينة بنسبة 87.61% من البيض و8.24% من الأمريكيين الأفارقة و0.52% من الأمريكيين الأصليين و0.89% من الأمريكيين ذوي الأصول الآسيوية و0.06% من سكان جزر المحيط الهادئ و1.19% من الأعراق الأخرى و1.51% من عرقين مختلطين أو أكثر و2.83% من الهسبانيون أو اللاتينيون من أي عرق.
بلغ عدد الأسر 5,897 أسرة كانت نسبة 25.4% منها لديها أطفال تحت سن الثامنة عشر تعيش معهم، وبلغت نسبة الأزواج القاطنين مع بعضهم البعض 39.2% من أصل المجموع الكلي للأسر، ونسبة 12.6% من الأسر كان لديها معيلات من الإناث دون وجود شريك،  بينما كانت نسبة 4.1% من الأسر لديها معيلون من الذكور دون وجود شريكة وكانت نسبة 44.2% من غير العائلات. تألفت نسبة 37.9% من أصل جميع الأسر من عدة أفراد يعيشون في نفس المنزل ونسبة 11.8% كانت تتألف من شخص يعيش بمفرده يبلغ من العمر 65 عاماً أو أكثر. وبلغ متوسط حجم الأسرة المعيشية 2.10، أما متوسط حجم العائلات فبلغ 2.77.
بلغ العمر الوسطي للسكان 36.3 عاماً. وكانت نسبة 20% من القاطنين تحت سن الثامنة عشر، وكانت نسبة 11.3% بين الثامنة عشر والرابعة والعشرين عاماً، ونسبة 31.3% كانت واقعةً في الفئة العمرية ما بين الخامسة والعشرين والرابعة والأربعين عاماً، ونسبة 22% كانت ما بين الخامسة والأربعين والرابعة والستين، ونسبة 15.4% كانت ضمن فئة الخامسة والستين عاماً فما فوق. يوجد لكل 100 أنثى 91.0 ذكر، ويوجد لكل 100 أنثى في الثامنة عشر من عمرها فما فوق 87.3 ذكر.
بلغ متوسط دخل الأسرة في المدينة 33,848 دولارًا، أما متوسط دخل العائلة فبلغ 41,696 دولارًا. وكان متوسط دخل الذكور 30,832 دولارًا مقابل 24,708 دولارًا للإناث. وسجل دخل الفرد الخاص بالمدينة 18,877 دولارًا. وكانت نسبة 5.1% من العائلات ونسبة 8% من السكان تحت خط الفقر، وكان من هؤلاء نسبة 8.4% تحت سن الثامنة عشر ونسبة 6.2% في الخامسة والستين من العمر وما فوق.

### تعداد عام 2010
بلغ عدد سكان ريد بانك 11,651 نسمة بحسب تعداد عام 2010، وبلغ عدد الأسر 5,410 أسرة وعدد العائلات 2,962 عائلة مقيمة في المدينة. في حين سجلت الكثافة السكانية 685.8 نسمة لكل كيلومتر مربع (1,776.2/ميل2). وبلغ عدد الوحدات السكنية 6,179 وحدة بمتوسط كثافة قدره 363.7 لكل كيلومتر مربع (942.0/ميل2).
وتوزع التركيب العرقي للمدينة بنسبة 85.03% من البيض و7.46% من الأمريكيين الأفارقة و0.35% من الأمريكيين الأصليين و1.31% من الأمريكيين ذوي الأصول الآسيوية و0.08% من سكان جزر المحيط الهادئ و3.70% من الأعراق الأخرى و2.07% من عرقين مختلطين أو أكثر و6.45% من الهسبانيون أو اللاتينيون من أي عرق.
بلغ عدد الأسر 5,410 أسرة كانت نسبة 24.7% منها لديها أطفال تحت سن الثامنة عشر تعيش معهم، وبلغت نسبة الأزواج القاطنين مع بعضهم البعض 36.6% من أصل المجموع الكلي للأسر، ونسبة 13% من الأسر كان لديها معيلات من الإناث دون وجود شريك،  بينما كانت نسبة 5.1% من الأسر لديها معيلون من الذكور دون وجود شريكة وكانت نسبة 45.2% من غير العائلات. تألفت نسبة 36.3% من أصل جميع الأسر من عدة أفراد يعيشون في نفس المنزل ونسبة 10.7% كانت تتألف من شخص يعيش بمفرده يبلغ من العمر 65 عاماً أو أكثر. وبلغ متوسط حجم الأسرة المعيشية 2.15، أما متوسط حجم العائلات فبلغ 2.82.
بلغ العمر الوسطي للسكان 37.2 عاماً. وكانت نسبة 19.4% من القاطنين تحت سن الثامنة عشر، وكانت نسبة 10.7% بين الثامنة عشر والرابعة والعشرين عاماً، ونسبة 29.7% كانت واقعةً في الفئة العمرية ما بين الخامسة والعشرين والرابعة والأربعين عاماً، ونسبة 25.8% كانت ما بين الخامسة والأربعين والرابعة والستين، ونسبة 14.3% كانت ضمن فئة الخامسة والستين عاماً فما فوق. وتوزع التركيب الجنسي للسكان بنسبة 48.4% ذكور و51.6% إناث.

## وصلات خارجية
- www.redbanktn.gov
- The US50 - Cities and Towns in Tennessee State